# Theodor Axenfeld
Karl Theodor Paul Polykarpus Axenfeld (ur. 24 czerwca 1867 w Smyrnie, zm. 29 lipca 1930 we Fryburgu Bryzgowijskim) – niemiecki lekarz okulista. Opisał zespół, znany dziś jako zespół Axenfelda-Riegera.

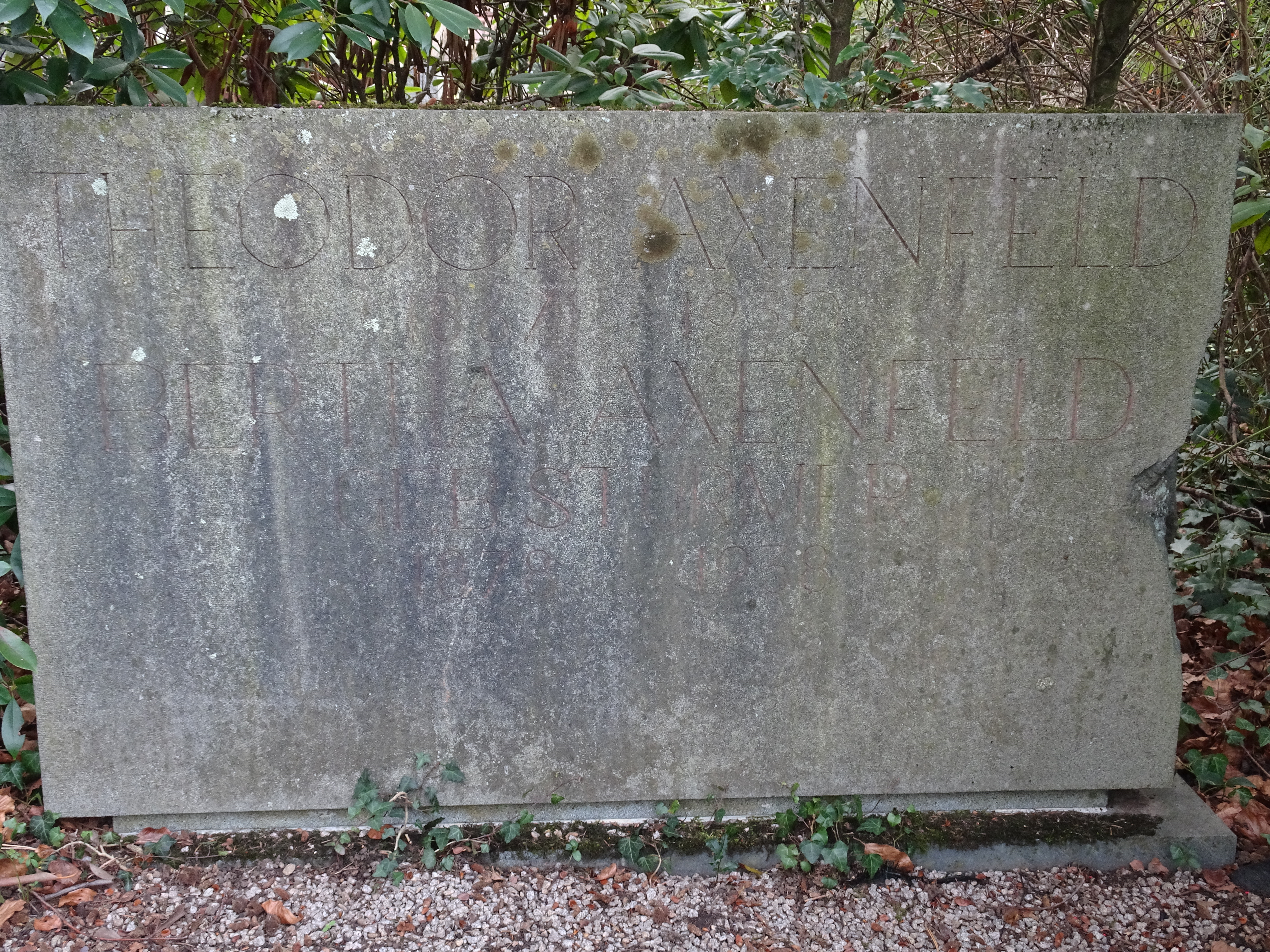
Płyta nagrobna Theodora Axenfelda na Hauptfriedhof we Fryburgu

Studiował medycynę na uniwersytetach w Marburgu i Berlinie, a w 1890 uzyskał doktorat z medycyny w Marburgu. W tym samym roku został asystentem w klinice okulistycznej w Marburgu, uzyskując habilitację w 1895 roku. W 1896 przeniósł się do Wrocławia jako asystent Wilhelma Uhthoffa, ale w 1897, w wieku 30 lat, przyjął zaproszenie do objęcia stanowiska profesora i dyrektora uniwersyteckiej kliniki okulistycznej w Rostocku. W 1901 objął katedrę okulistyki we Fryburgu Bryzgowijskim, gdzie pracował aż do śmierci w 1930 roku.